# Pescate
Pescate (lombardul: Pescaa) település Olaszországban, Lombardia régióban, Lecco megyében. Lakosainak száma 2144 fő (2023. január 1.). Pescate Garlate, Galbiate és Lecco községekkel határos.

## Népesség
A település lakossága az elmúlt években az alábbi módon változott:
| Lakosok száma | 2207 | 2231 | 2144 |
|               | 2017 | 2018 | 2023 |